# منتخب الهند الغربية لكرة القدم
منتخب الهند الغربية لكرة القدم هو ممثل الهند الغربية الرسمي في المنافسات الدولية في كرة القدم في فئة كرة القدم للرجال
. تأسس في 2013.

## وصلات خارجية
- الموقع الرسمي